# 허헌
허헌(許憲, 1885년 7월 22일 ~ 1951년 8월 16일)은 일제강점기의 사상가, 독립운동가, 법률가이자 법조인 출신의 조선민주주의인민공화국 정치인이다. 아호(雅號)는 긍인(兢人)이다.

## 이력
그는 이인, 김병로와 함께 독립운동가들을 변호하던 변호사로, 3대 민족 인권 변호사로 유명했다.
한성중학교, 보성전문학교 등을 거쳐 일본에 유학, 메이지 대학 법과에서 학사 학위를 받았다. 1907년에는 대한제국 제1회 변호사 시험에 합격하였고, 일본에서도 변호사 자격을 취득했다. 그 뒤 독립운동가들의 변호와 노동자들의 고용 문제, 임금 인상 문제 등을 무료로 변론하였으며 1924년 보성전문학교 교장 취임과 조선인변호사 회장을 겸임 동아일보 사장직무대행등 각종 사회활동하였다. 1926년 6개월 동안 세계일주 여행 간것으로 유명하며, 이듬해 1927년에는 신간회 단체 주요간부로 활동하였다. 1943년 일제강점기 말기에는 단파방송 밀청사건에 연루되어 2년간 옥고를 치루기도 했다.
광복 이후 1945년 8월 여운형, 박헌영 등과 함께 건국준비위원회 결성에 참여하였고, 건준 부위원장을 거쳐 조선인민공화국 내각에서는 국무총리에 선출되기도 했다. 인공 해체 후 남조선에서 민주주의민족전선, 남조선로동당등 활동하다가 탄압받자, 1948년 4월 남북협상차 북으로 건거난 뒤 정착하였다. 1948년 조선민주주의인민공화국의 최고인민회의 제1기 대의원, 최고인민회의 의장(의회 의장)에 선출되기도 하였고, 김일성대학 총장이 되었다. 통일운동가로 활동하다가 1951년 8월 청천강에서 익사하였다. 조선민주주의인민공화국의 여성운동가 허정숙의 아버지이기도 하다. 호는 긍인(兢人). 함북 명천 출생.

## 생애

### 생애 초기

#### 출생과 소년기
허헌은 1885년 함북 명천군 하우면 하평리에서 향반의 아들로 태어났다. 1895년 10세 때 아버지를 따라 한성부로 올라와 광화문 인근에 있는 집에서 살았다. 그리고 신설된 관립재동소학교에 입학하였고, 1899년에는 한성중학교로 진학하여 신학문을 익혔다. 이 무렵 허헌의 아버지 허추(許抽)는 궁내부 경위원에 근무했다고 한다. 그런데, 허추는 건강이 나빠져 관직을 그만두고 낙향하기로 결정하고 아들 허헌을 이용익에게 맡겼다. 어린시절 허헌은 이용익의 사랑채에 기거하면서 학교를 다녔다.

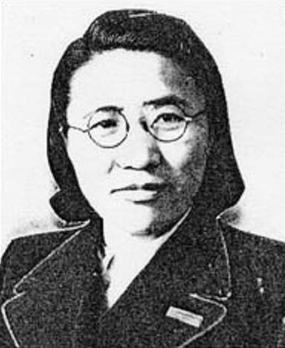
딸 허정숙
(본부인 정보영과의 사이에서 얻은 딸이다.)

아버지 허추가 병사하고 부친상 3년상을 치르고 난 뒤 허헌은 견문을 넓힌다는 생각으로 연해주의 블라디보스트크에 다녀왔고 돌아오는 길에 청진의 친지인 강씨를 찾아가 다시 한성부에서 공부하고 싶다는 뜻을 밝혔다. 재력가인 강씨는 당나귀 두마리와 엽전 한 꾸러미를 학자금으로 주었다고 한다. 그가 고향인 함북 명천에 돌아오자 어머니는 장가 들기를 권해 함흥에 사는 정보영이라는 여자를 아내로 맞이했다. 정보영에게서 얻은 자녀들 중 딸 허정숙만이 성인이 될 때까지 생존하였고, 허정숙은 후일 일제강점기의 여성운동가이자 사회주의자로 활동한다.
그는 학업에 계속 종사하여 경성으로 올라갔고, 가정의 생계는 부인 정보영이 꾸려나갔다. 그 후 뒤늦게 유덕희(柳德禧)와 재혼하여 딸 허근욱과 아들 허선욱, 허종욱, 허영욱, 허선욱, 허기욱 등을 더 둔다.

#### 수학 시절
그리고 허헌은 아내를 데리고 한성부로 와서 한성외국어학교에 입학해 독일어를 공부했고 영어와 일어도 익혔다. 그는 국제법을 전공할 결심으로 외국어를 배웠다. 이 과정에서 그는 많은 동료들을 사귀었는데, 이용익의 손자 이종호와 친분이 두터웠고 서북출신인 이갑, 이동휘등 여러 명사들과도 인사를 나누며 안면을 넓혔다 한다. 그는 러일전쟁이 발발한 해인 1904년 외국어학교를 졸업했다. 그리고 잠시 지계아문과 규장각, 법무아문에서 하급관리로 임명되어 근무했다.
1905년 4월 이용익이 보성전문학교를 설립하고, 이용익의 주선으로 보성전문학교에 입학해 낮에는 법무아문 주사로 근무하면서 야간에는 학교를 다녔다. 그의 관심은 법학 이론에 있었다. 그는 이때부터 공정한 사회를 만들려는 일념으로 법률가의 꿈을 키워갔다. 1907년 보성전문학교를 졸업하고 일본으로 도쿄로 유학을 결심, 23세 나이에 가족을 남겨두고 메이지 대학교(明治大學) 법학부 법과에 입학했다. 그는 열심히 학업을 닦으면서 대한흥학회등 애국계몽운동에 참여해 평의회 의장을 맡았다. 당시 도쿄에는 김성수, 송진우, 이광수, 백남훈 등이 유학생 신분으로 여러 활동을 벌이고 있었고, 허헌은 이들과 함께 한일병합을 반대하는 공작을 벌이기도 했다. 메이지 대학을 졸업하고 일본의 변호사 자격을 취득했다.
1908년 7월, 광무변호사법에 의거한 제1회 대한제국 변호사시험에 응시, 합격하여 대한제국 최초의 변호사 11호로 등록했다. 그러나 1910년 경술국치를 당하자, 허헌은 '식민 지배아래 변호사가 무슨 뜻이 있느냐?'며 낙향하고 은둔하였다. 이후 그는 몇 안 되는 활동적인 사회운동가로서 주로 독립운동가들의 변호를 전담하다시피 하면서 독립운동단체와 연관을 맺었다.

### 일제 강점기 활동

#### 독립운동과 무료 변론
1919년 조선변호사회 회장에 선출되었다. 1919년 3월의 3·1운동은 그를 대표적 항일변호사로 만들어 주었다. 3.1 운동 당시 허헌은 민족대표 33인과 관련자 14인을 포함한 47인에 대한 변론을 맡았다. 그는 일제가 전혀 예상하지 못했던 해박한 법 이론 지식으로 피체된 3·1운동의 지도자들을 변호하여 일제를 당황하게 하여 유명해졌다. 또한 체포된 49인에 대한 공판 때 공판정에서 불기소 수리(不起訴受理)를 제출하기도 하여 법정에서 총독부 형사들이 반발하는 등 화제가 되기도 했다. 그 뒤 허헌은 전국적 명성을 안고 의열단, 조선공산당 사건등 무료 변호를 맡는 등 일상적인 변호사 업무 외에 여러 사업을 벌였다.
1920년대에는 변호사 업무와 동시에 교육사업에도 열중했는데, 1921년 함흥영생학교 교장에 취임하기도 했다. 이어 이상재등과 함께 민립대학 설립운동을 벌였는데, 총독부에서 인가를 내주지 않았지만 경성제국학 예과를 설립하게 하는 효과를 가져왔다. 그외에도 여성교육에도 관심을 기울였다. 여성운동가이자 독립운동가 차미리사를 도와 근화학원 설립에 나섰고, 동아일보가 창간될 때에는 8000여원의 거금을 출자하고서 감사를 맡기도 했다.
1923년 경성부 종로구 인사동 75번지에 건물을 마련하고 김병로, 이인 등과 함께 형사공동연구회(刑事共同硏究會)를 조직하였다.
1924년 당시 경영이 부실한 보성전문학교 교장에 취임과 조선인변호사 회장을 겸임 하면서 민족지도자들 가운데 한 사람으로 성장했다. 그 해 4월말에는 송진우가 사장직에서 물러났을 때 동아일보 사장직무대행으로 잠시 맡기도 했다.
1925년 4월, 조선 공산당 창당에 참여하고, 코민테른의 승인을 얻기 위하여 보내어진 조동호, 조봉암이 1928년 2월 상하이 일본 영사관 경찰에 체포되자 이들을 위하여 서울 경성지법에서 무료 변론을 해주었다. 이 일로 허헌은 조선 국내뿐만 아닌 일본에서도 알려지게 된다.
한편, 이무렵 허헌은 중도좌파적으로 사회주의 성향으로 기울게 된다. 박헌영을 비롯한 조선공산당 사건 관련자들에 대한 동조자적인 변론, 공산주의자들과의 폭넓은 교우, 그리고 딸 허정숙과 사위 임원근이 모두 조선공산당 간부였다는 점이 그를 사회주의 성향으로 인도하게 되었다.

#### 사회 활동
그가 평소 관심을 가지고 있었던 사회활동 분야는 부당한 해고와 불이익을 당하는 조선인 민간인, 조선인 지식인 조직체와 문필활동, 독립운동가들에 대한 변호와 법조문 관련 내용, 인간의 기본권, 노동자들이나 빈민층을 위한 변호활동 등이었다. 특히 노동자들의 노동권리 문제와 임금 인상 문제, 그리고 그 밖의 사회문제로 인한 재판에 변호사로 활동, 무료 변론으로 여러번 승소하였기 때문에 이 분야에서는 상당한 신망을 얻었다.
그는 노동자들의 단체행위에 의한 부당해고문제나 임금투쟁에 대한 문제에 앞장서서 변호하였으며, 이들 노동자들이 반정부나 반조선총독부 성향이 아님을 들어 부당 해고를 당한 조선인 노동자들의 복직과 배상, 임금 인상 문제의 타협 등을 성사시켜 한인 노동자들의 권익 보호와 권리 향상에 기여하여 명성이 높았다. 한편 좌우합작의 독립운동단체였던 신간회 등이 결성될 때는 좌측의 대표로 참여하였다.

#### 세계일주 여행

1926년 5월 30일자 동아일보. (좌열 좌측에서 네 번째가 허헌이다.)

1926년 허헌은 무엇인가 새로운 돌파구를 찾으려 더욱 견문을 넓혀야 한다는 의지에서 구미(유럽과 미국) 유학의 뜻을 품고 준비를 서둘렀다. 맏딸 허정숙은 배화여고보를 졸업하고 일본 유학에 돌아와 있었다. 허헌은 자신의 딸을 여성운동가나 지도자로 키우려는 의지를 가지고 있으면서 미국 유학을 보내려 했다. 그러나 조선공산당 사건으로 투옥되는 등의 일이 발생하자 당국의 눈을 피하기 위해 자신이 미국으로 갈 때 딸 허정숙을 데려갈 결심을 한다.
그리하여 가족을 고향으로 돌려보내고 허정숙과 함께 미국 가는길에 올랐다. 그는 하와이, 샌프란시스코, 뉴욕 등을 6개월 동안 돌아보고 나서 딸을 미국에 남겨두고 발길을 유럽으로 돌렸다. 그는 미국 유학의 꿈을 접고 여러 나라 사찰에 나선 것이다. 그리하여 아일랜드, 영국, 프랑스, 스위스, 독일, 소련, 중국 등 대륙횡단 여행을 6개월 동안 하고 돌아왔다.

1927년 5월 14일자 동아일보. 허헌이 아일랜드에서 겪은일을 기행문으로 쓴 글.

당시 대륙횡단 여행을 하는 사람이 손에 꼽힐 정도로 흔치 않아서 장안의 화제가 되기도 했다. 그의 여행기는 삼천리 잡지에 3회에 걸쳐 연재되었다.

#### 신간회 활동

신간회 창립 모습 (1927년 2월 14일)

귀국한 이후 1927년 2월 신간회(新幹會)가 조직되자 중앙집행위원회 위원장으로 피선되어 민족단일당(民族單一黨) 결성과 항일투쟁에 앞장섰다. 신간회에서 허헌은 노동운동, 농민운동, 여성운동, 청년운동, 형평운동 등의 단체와 연계를 추진해 강연을 여러번 나서면서 활동했다. 그러나 신간회 서울지회장에 선출된 조병옥(趙炳玉)이 허헌의 취임을 반대하는 운동을 전개했고, 송진우의 신간회 가입이 무산되면서 여기에 반발한 신간회광주, 목포 등의 지회가 이에 가세하여 내분이 계속되었다.
그의 신간회 활동은 한때 국내의 합법적인 독립운동 단체, 자치 운동 단체로 지향하려는 성격을 가지고 있었기 때문에 많은 사람들의 관심을 모을 수 있었다. 그는 자치 운동도 일부 수용할 의사를 밝혔지만 좌익의 강한 반대와 배타성, 종파주의적 성격과 코민테른의 지령으로 결국 신간회는 분해, 해산되고 말았다. 1927년 보성전문학교 교장이 되었다.
1928년 윤치호와 함께 계명구락부의 회원으로 가입하였다. 그해 2월 2일의 계명구락부 회의에 참석, 1. 음력을 폐지하고 양력을 실행할 것, 2. 족보를 폐지할 것을 의결하였으며, 이날 회의에서 그는 계명구락부 평의원 14인의 한사람으로 선출되었다.
1929년 11월 광주 항일 학생운동이 일어나자 허헌은 광주학생들의 항일정신을 전국민에게 알리고 일제의 만행을 규탄하기 위해 경성부 안국동 네거리에서 신간회가 중심이 되어 민중대회를 열기로 계획했다. 그러나 사전에 발각되어 일제에 체포되어 징역형을 선고받는 등 1932년 1월까지 4년간 옥고를 치러야 했다. 옥중에 허헌의 아내 정보영이 죽었다. 그리고 감옥에 출소하자마자 일제는 변호사 자격을 박탈했다. 변호사 자격 박탈된 그는 대동광업주식회사의 중역을 맡았고, 경성부 자택에서 은신하며 일제와의 타협을 거부했다. 한편, 딸 허정숙은 '중국 으로망명을 떠나겠다.'고 하자 허헌은 허락했다. 허정숙은 그 뒤 중국 공산당과 제휴한 조선 독립운동가들의 항일조직인 조선독립동맹에 참여해 싸우다 해방이후 북한으로 입국한다. 그러나 김성수, 송진우, 이만규 등의 배려로 계속 보성전문학교에 출강할 수 있었다.

#### 일제강점기 말기
1930년대에 이르러 교수 월급으로 생계가 궁핍해진 그는 부동산과 광산업에도 뛰어들게 되었다. 그는 윤치호나 김성수, 송진우 등에게 생계를 의존하는 처지까지 가기도 했다.
일제 말기 1943년 단파방송 밀청 사건에 연루되어 연행되었다. 당시 허헌은 58세 나이로 심한고문을 받았고 딸 허정숙이 망명한 혐의도 죄명에 포함되었다. 그는 2년 정도 옥고를 치르다가 건강이 극도로 악화되어 1945년 4월 병보석으로 출감했다. 그 뒤 허헌은 재취 아내의 처가가 있는 황해도 신천군 문화면의 처가로 내려가 달천온천에서 휴양을 하면서 해방을 맞이했다.
1945년 4월부터 4개월간 신천에서 요양하였다.

### 해방 정국에서

#### 건준과 인공 내각

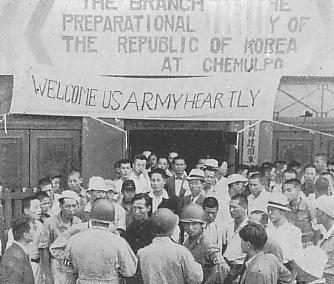
미군을 환영하는 인천 제물포 지부 건국준비위원회 회원들

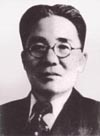
허헌

1945년 8월 15일 일제 패망과 여운형의 주도아래 건국준비위원회가 결성됐다는 소식을 들었고, 허헌이 황해도 신천군에서 요양생활을 했을 때, 건준 위원장 여운형은 사람을 보내 허헌을 초치하고 건국준비위원회 참여를 당부했다. 이무렵 허헌은 요양 중이었으나 흔쾌하게 승낙하고 서울로 올라왔다. 당시의 기록 의하면 그는 '나는 전부를 여선생께 바치겠다. 나는선생을 믿고 모든 지혜를 짜서 돕겠다.'고 했다 한다.
한편 허헌은 한국민주당 출범 초기까지만 해도 한민당에 대한 비난은 자제했지만 갈수록 허헌의 공개연설은 조선공산당 옹호와 한국민주당 비난의 색채를 점점 짙게 띠어갔다. 그는 일제치하에서 항일독립운동은 거의 상당수가 공산주의자들이 수행한 것이었다고 주장하고 이런 점에서 "우리는 조선공산당에게도 감사해야 한다"고 역설한 뒤 한민당이 건준에도 협력하지 않고, 친일파나 테러리스트들까지도 옹호하며 조선의 완전독립을 방해하고 있다고 비난했다. 또, 박헌영과 조선공산당 계열의 건준 진출에 불만을 품던 안재홍을 찾아가 여러 번 설득하였으나 안재홍은 듣지 않았고 곧 탈퇴하고 만다.
9월 4일 건준 전체회의에서 건국준비위원회 부위원장에 선임되었고, 이어 전국인민대표자대회를 열고 조선인민공화국 수립을 준비했다. 허헌은 인민위원으로 참여하면서 한민당 계열과는 달리 '임시정부 추대론'을 부정하고 인민공화국을 준비해야 한다는 현실관을 보였다. 1945년 9월 7일 조선인민공화국 내각의 국무총리에 선임되었다.
12월 모스크바 삼상회의 결과가 발표되자 그는 "이제는 임정의 법통을 따를 것이 아니라「모스크바 의정서」에 규정된 절차에 따라 남북을 통틀은 조선인의 임시정부를 세우는 일이 필수적"이라고 주장하면서 그렇게 하기 위해 좌우익이 모두 「모스크바 의정서」를 지지하는 가운데 미소공동위원회의 활동을 적극 돕자고 제의했다.

#### 민족주의 민주전선

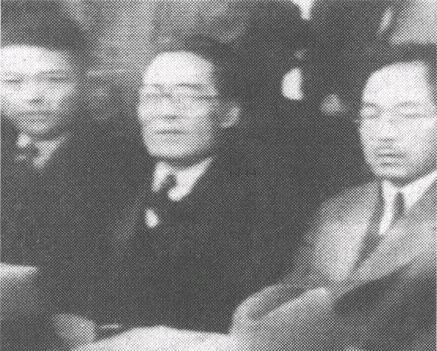
제1차 미소공위 환영 시민대회 집회에서. 왼쪽부터 김원봉,허헌, 박헌영.

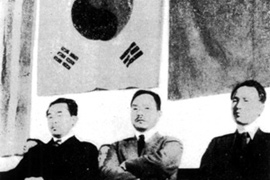
1946년 서울의 조선공산당 창건 21주년 기념행사에 참석한 박헌영(중)과 허헌(왼쪽)

1946년 2월 15일 대한민국임시정부를 떠난 김원봉, 김성숙, 장건상, 성주식 등이 민족주의민주전선에 참여할 때 여운형, 백남운, 박헌영, 김원봉과 함께 민족주의민족전선의 공동의장에 추대되었다. 이어 민주주의민족전선 수석의장으로 선출되었다.
민족주의민주전선 개회사에서 허헌은 임시정부가 주최하는 비상국민회의를 염두에 두며 법통이라는 유행어가 있는데 이는 옳지 못하다. 무엇이 법통이며 법통을 주장하는 자가 누구며 김구 일파가 법통을 주장하는 것은 부당한 것이라며 비난하였다.

#### 독립 정부 수립 활동

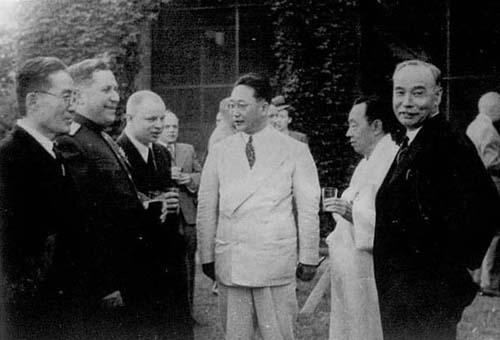
1947년 5월, 제2차 미소공위당시 사진. 오른쪽부터 여운형, 김규식,이묘묵,말리크, 테렌티 스티코프(소련군정 사령관), 허헌(맨 왼쪽)

허헌은 대한민국임시정부의 법통을 공개적으로 부정하였다. 임시정부가 국제사회에서 승인받지 못하였으며, 더구나 임정 간부들이 개인자격으로 귀국했음을 주지시키며 임정이 법통을 내세우는 것은 국민을 기만하는 일이라고 비난했다. 임정 법통 부정 이후 그는 극우단체의 공적으로 성토되었고, 테러의 주된 표적이 되기도 했다. 그는 우익 청년단체의 습격과 테러를 피해 여러번 거처를 옮겨다녀야 했다. 한편, 허헌은 해방 정국 정치정당에 가입하지 않고 개인자격으로 활동했다.
허헌은 감옥에서얻은 병의 후유증이 겹쳐 건강이 좋지 않았다. 그러나 민전 소집일에는 항상 참석하는 등의 정력을쏟았으며 회의에 참석하지 못하는 사람이 있을 경우 "이래가지고 무슨 건국사업을 하겠느냐", "이렇게 열의가 없어서 독립국가를 운영해 나갈수 있느냐"고 야단치곤 했다.

#### 체포령과 은신
1946년 11월 남조선로동당 결성에 참여하였다. 남조선로동당이 결성된 뒤 여운형이 당수직에 앉았다가 박헌영과의 갈등으로 물러나자, 그는 1946년 12월 2일 제2대 남로당 위원장으로 활동하였다. 이무렵 허헌은 박헌영 노선을 지지하면서 따랐다. 이후 1947년 8월 11일 미군정 당국은 남로당 당수 허헌에 대한 체포령을 내리면서 남한에서 공산주의 활동을 불법이라고 선언하였다.
박헌영과 허헌에 대한 수배와 탄압을 피해, 사회주의자들과 공산주의자들은 편을 나누어서 움직였고, 허헌 역시 경찰과 미군정, 우익 청년단체원의 눈을 피해 밤중에 수시로 거처를 옮겨다녀야 했다.

### 남북협상 이후

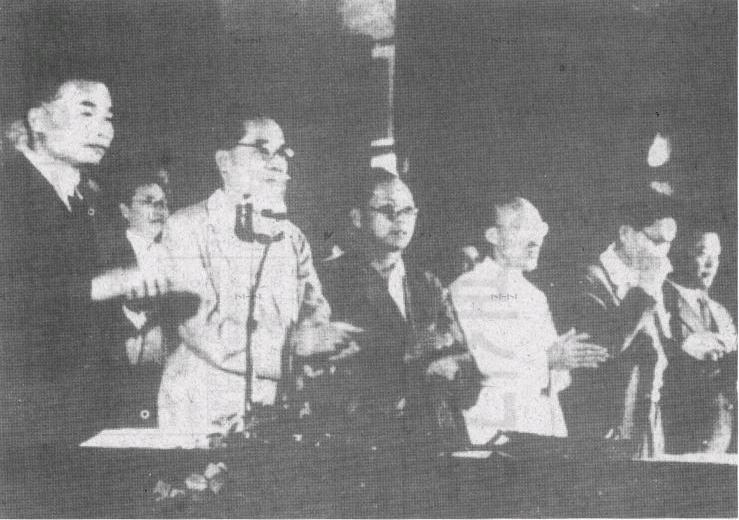
1948년 8월, 황해도 해주에서 열린 '인민대표자대회'. 왼쪽부터 백남운,허헌, 박헌영, 홍명희.

1948년 4월 남북협상을 위해 남로당의 리승엽 등과 함께 38선 이북으로 갔다가 내려오지 않았으며, 그해 8월 25일 최고인민회의 제1기 대의원에 선출되었고, 바로 조선민주주의인민공화국 헌법 제정의 책임을 맡은 최고인민회의 헌법위원회 위원으로도 선출됐다. 조선민주주의인민공화국 헌법 제정 후 9월에 최고인민회의 의장에 선출되었다. 동시에 그해 10월부터는 김일성종합대학 총장직을 겸임하였다. 48년 7월 2일부터 7월 5일까지 열린 제2차 남북 지도자회의(제2차 전조선 제정당 사회단체 대표자 연석회의) 본회의에 참석했다.
1949년 6월 조국통일민주주의전선 중앙위원회 의장에 당선되고, 1951년 8월 다시 최고인민회의 의장이 되었다. 1951년에 병사하였다. 여기에 대해서 같은 해 8월 16일 청천강에서 사고로 익사하였다는 주장이 있다. 그가 1951년 8월 청천강 인근에서 비행기 공습으로 죽었다는 인민군 전쟁 포로 김영호(金英浩)의 진술도 있다. 장례식은 조선민주주의인민공화국의 국장으로 치러졌다.

### 사후
1951년 9월 7일 평양 모란봉 지하 극장에서 장례식을 마친 뒤 애국렬사릉에 안장되었다.

## 가족 관계
차녀 허정숙(본명 허정자)은 일제강점기 때 일본 유학 중 사회주의를 공부하고 조선에서 박헌영-주세죽 부부, 조봉암-김조이 부부와 함께 사회주의 독립운동가로 활동하였다. 그녀는 해방 후에 이북 소군정 지역에서 활동하였고, 연안파 간부 활동을 하다가 김일성계열로 넘어가 북한 고위정치인이 되었다.
딸 허근욱은 한국전쟁 중 월남하여 대한민국에서 소설가로 활동하다가 사망하였다.
- 할아버지 : 허조(許租)
- 아버지 : 허추(許抽)
- 어머니 :
  - 동생 : 허훈(許壎)
- 부인 : 정보영(다른 이름은 정긍자(鄭兢子), 1884년 - 1932년)
  - 딸 : 요절
  - 딸 : 허정숙(許貞淑, 본명은 정자(貞子), 1902년 7월 16일 ~ 1991년 6월 5일)
  - 사위 : 임원근, 허정숙의 첫 번째 남편
  - 외손자 : 임경한(처음 이름은 임표, 1924년 - ?)
  - 사위 : 송봉우, 허정숙의 두 번째 남편
    - 외손자 : 송길한(1926년 - 1932년)

  - 사위 : 신일룡, 허정숙의 정인
    - 외손자 : 신영한(1930년 5월 - ?)

  - 사위 : 최창익, 허정숙의 세 번째 남편
    - 외손자 : 이름 미상(1942년 - ), 아버지 최창익이 숙청된 후 어머니를 따라 성을 허씨로 바꾸었다.
- 부인 : 유덕희(柳德禧, 다른 이름은 유문식(柳文植), 1904년 음력 6월 15일 - 1987년 10월27일)
  - 딸 : 허근욱(許槿旭, 1930년 3월 28일 ~ 2017년 3월 25일)
  - 사위 : 박노문(朴魯文, 1922년 - ?, 다른 이름은 박수양(朴洙陽))
    - 외손자 : 박일규(朴一圭, 1952년 ~ , 무용가, 서울예전 교수)

  - 딸 : 허선욱(許善旭, 음악가·하프 연주자, 1935년 3월 1일 - )
  - 아들 : 허영욱(許暎旭), 1937년 2월 9일 - )
  - 아들 : 허종욱(許鍾旭), ? ~ 사망
  - 아들 : 허성욱(許聖旭), 1942년 8월 2일 - 2013년 2월10일 )
  - 아들 : 허기욱(許琦旭), 1946년 8월 - )

## 평가와 비판

### 평가
그의 사상이 어떤 것이었는지에 대해서는 논란의 여지가 많은데, 대체로 마르크스주의나 공산주의자라기 보다 사회주의에 공명하는 진보적 민족주의자로 평가된다. 그가 공산주의자와 비타협적이었던 신간회에서 활동과 김병로, 이인등 함께 독립운동가들을 변호하던 변호사로 '3대 민족인권 변호사'로 활동했던 것은 그의 사상이 양자를 아우를 수 있는 민족주의에 기반하고 있음을 말해준다.
작가 정경모는 그가 '해방될 때까지 비전향으로 일관한 고매한 인격자로 알려졌다'고 평하였다.

### 비판
해방직후 대한민국 임시정부 법통론을 정면으로 비난했었다. 이 때문에 한민당과 한독당등 비롯한 극우단체로부터 격렬한 비난을 받기도 했었다.

## 기타
그는 해방 정국에서 '임정법통론'을 격렬하게 비난했다. 허헌은 "법통이라는 유행어가 있는데 이는 옳지 못하다. 무엇이 법통이며 법통을 주장하는 자가 누구인가? 김구 일파가 법통을 주장하는 것은 부당한 것이다."라고 하였고, "임시정부가 국제사회에서 승인받지 못하였으며, 더구나 임정 간부들이 개인자격으로 귀국했다. 이들이 국제사회 승인을 받았다면 미국이 무기를 제공했을 것이다. 임정이 법통을 내세우는 것은 국민을 기만하는 일이다."라고 하였다. 그리고 허헌은 중도좌파 성향으로 그의 통일론은 '중도적으로 통일을 고수하되, 좌파 주도의 통일론'을 주장했다.

## 같이 보기
| - 건국준비위원회 - 민족주의민주전선 - 박헌영 - 여운형 - 여운홍 - 안재홍 - 김원봉 - 김두봉 - 김일성 | - 조선인민공화국 - 이승만 - 허정 - 홍명희 |

## 참고 자료
- 이정식, 《대한민국의 기원》(일조각, 2006)
- 허근욱, 《민족운동가 허헌》(지혜네, 2001)
- 심지연, 《허헌연구》 (역사비평사, 1994)
- 이이화, 《끝나지 않은 역사 앞에서》 (김영사, 2009)
- 박원순, 《역사가 이들을 무죄로 하리라》 (두레, 2003)
- 한국학중앙연구원, 《한국민족문화대백과》, (한국학중앙연구원, 1996)
- 심지연, 《허헌:근대인물한국사 214》 (동아일보사, 1995)